# Rhynchites fulgidus
Rhynchites fulgidus is een keversoort uit de familie Rhynchitidae. De wetenschappelijke naam van de soort is voor het eerst geldig gepubliceerd in 1835 door Faldermann.